# Ace Attorney (serie animata)
Ace Attorney (逆転裁判 〜その「真実」、異議あり！〜?, Gyakuten saiban: sono "shinjitsu", igi ari!) è una serie televisiva anime prodotta da A-1 Pictures nel 2016, basata sulla serie di videogiochi Capcom Ace Attorney. In Italia e nel resto del mondo, ad eccezione dell'Asia, gli episodi sono stati trasmessi in streaming, in contemporanea col Giappone, da Crunchyroll. La seconda serie dell'anime, prodotta da CloverWorks, è stata trasmessa dal 6 ottobre 2018 al 30 marzo 2019.

## Episodi
| Nº                            | Titolo italiano Giapponese 「Kanji」 - Rōmaji                                                                   | In onda           | In onda |
| Nº                            | Titolo italiano Giapponese 「Kanji」 - Rōmaji                                                                   | Giapponese        |         |
| Prima stagione (24 episodi)   | |                   |         |
| 1                             | Banco di prova 「はじめての逆転」 - Hajimete no gyakuten                                                        | 2 aprile 2016     |         |
| 2                             | Un caso paranormale - 1º giorno 「逆転姉妹 1st Trial」 - Gyakuten shimai: 1st Trial                             | 9 aprile 2016     |         |
| 3                             | Un caso paranormale - 2º giorno 「逆転姉妹 2nd Trial」 - Gyakuten shimai: 2nd Trial                             | 16 aprile 2016    |         |
| 4                             | Un caso paranormale - ultimo giorno 「逆転姉妹 Last Trial」 - Gyakuten shimai: Last Trial                       | 23 aprile 2016    |         |
| 5                             | La caduta del samurai - 1º giorno 「逆転のトノサマン 1st Trial」 - Gyakuten no tonosaman: 1st Trial             | 30 aprile 2016    |         |
| 6                             | La caduta del samurai - 2º giorno 「逆転のトノサマン 2nd Trial」 - Gyakuten no tonosaman: 2nd Trial             | 7 maggio 2016     |         |
| 7                             | La caduta del samurai - ultimo giorno 「逆転のトノサマン Last Trial」 - Gyakuten no tonosaman: Last Trial       | 14 maggio 2016    |         |
| 8                             | Ombre dal passato - 1º giorno 「逆転、そしてサヨナラ 1st Trial」 - Gyakuten, soshite sayonara: 1st Trial        | 21 maggio 2016    |         |
| 9                             | Ombre dal passato - 2º giorno 「逆転、そしてサヨナラ 2nd Trial」 - Gyakuten, soshite sayonara: 2nd Trial        | 28 maggio 2016    |         |
| 10                            | Ombre dal passato - 3º giorno 「逆転、そしてサヨナラ 3rd Trial」 - Gyakuten, soshite sayonara: 3rd Trial        | 4 giugno 2016     |         |
| 11                            | Ombre dal passato - 4º giorno 「逆転、そしてサヨナラ 4th Trial」 - Gyakuten, soshite sayonara: 4th Trial        | 11 giugno 2016    |         |
| 12                            | Ombre dal passato - ultimo giorno 「逆転、そしてサヨナラ Last Trial」 - Gyakuten, soshite sayonara: Last Trial  | 18 giugno 2016    |         |
| 13                            | Ricordi e promesse 「逆転の約束」 - Gyakuten no yakusoku                                                        | 25 giugno 2016    |         |
| 14                            | Incontri e separazioni - 1º giorno 「再会、そして逆転 1st Trial」 - Saikai, soshite gyakuten: 1st Trial         | 9 luglio 2016     |         |
| 15                            | Incontri e separazioni - 2º giorno 「再会、そして逆転 2nd Trial」 - Saikai, soshite gyakuten: 2nd Trial         | 16 luglio 2016    |         |
| 16                            | Incontri e separazioni - 3º giorno 「再会、そして逆転 3rd Trial」 - Saikai, soshite gyakuten: 3rd Trial         | 23 luglio 2016    |         |
| 17                            | Incontri e separazioni - ultimo giorno 「再会、そして逆転 Last Trial」 - Saikai, soshite gyakuten: Last Trial   | 30 luglio 2016    |         |
| 18                            | Delitto al circo - 1º giorno 「逆転サーカス 1st Trial」 - Gyakuten sākasu: 1st Trial                            | 6 agosto 2016     |         |
| 19                            | Delitto al circo - 2º giorno 「逆転サーカス 2nd Trial」 - Gyakuten sākasu: 2nd Trial                            | 13 agosto 2016    |         |
| 20                            | Delitto al circo - ultimo giorno 「逆転サーカス Last Trial」 - Gyakuten sākasu: Last Trial                      | 20 agosto 2016    |         |
| 21                            | Un triste addio - 1º giorno 「さらば、逆転 1st Trial」 - Saraba, gyakuten: 1st Trial                            | 3 settembre 2016  |         |
| 22                            | Un triste addio - 2º giorno 「さらば、逆転 2nd Trial」 - Saraba, gyakuten: 2nd Trial                            | 10 settembre 2016 |         |
| 23                            | Un triste addio - 3º giorno 「さらば、逆転 3rd Trial」 - Saraba, gyakuten: 3rd Trial                            | 17 settembre 2016 |         |
| 24                            | Un triste addio - 4º giorno 「さらば、逆転 Last Trial」 - Saraba, gyakuten: Last Trial                          | 24 settembre 2016 |         |
| Seconda stagione (23 episodi) | |                   |         |
| 1                             | Un nuovo inizio 「失われた逆転」 - Ushinawareta gyakuten                                                        | 6 ottobre 2018    |         |
| 2                             | Giù la maschera - 1º giorno 「盗まれた逆転 1st Trial」 - Nusumareta gyakuten: 1st Trial                         | 13 ottobre 2018   |         |
| 3                             | Giù la maschera - 2º giorno 「盗まれた逆転 2nd Trial」 - Nusumareta gyakuten: 2nd Trial                         | 20 ottobre 2018   |         |
| 4                             | Giù la maschera - 3º giorno 「盗まれた逆転 3rd Trial」 - Nusumareta gyakuten: 3rd Trial                         | 27 ottobre 2018   |         |
| 5                             | Giù la maschera - Ultimo giorno 「盗まれた逆転 Last Trial」 - Nusumareta gyakuten: Last Trial                   | 3 novembre 2018   |         |
| 6                             | Sulle note del ricordo 「届け逆転のメロディ」 - Todoke gyakuten no merodi                                       | 10 novembre 2018  |         |
| 7                             | Ricetta per il delitto - 1º giorno 「逆転のレシピ 1st Trial」 - Gyakuten no reshipi: 1st Trial                  | 17 novembre 2018  |         |
| 8                             | Ricetta per il delitto - 2º giorno 「逆転のレシピ 2nd Trial」 - Gyakuten no reshipi: 2nd Trial                  | 24 novembre 2018  |         |
| 9                             | Ricetta per il delitto - Ultimo giorno 「逆転のレシピ Last Trial」 - Gyakuten no reshipi: Last Trial            | 1º dicembre 2018  |         |
| 10                            | Un viaggio pieno di sorprese - 1º giorno 「逆転特急,北へ 1st Trial」 - Gyakuten tokkyū, kita e: 1st Trial       | 8 dicembre 2018   |         |
| 11                            | Un viaggio pieno di sorprese - 2º giorno 「逆転特急,北へ 2nd Trial」 - Gyakuten tokkyū, kita e: 2nd Trial       | 15 dicembre 2018  |         |
| 12                            | Un viaggio pieno di sorprese - Ultimo giorno 「逆転特急,北へ Last Trial」 - Gyakuten tokkyū, kita e: Last Trial | 22 dicembre 2018  |         |
| 13                            | La rivincita 「思い出の逆転」 - Omoide no gyakuten                                                              | 19 gennaio 2019   |         |
| 14                            | Rumore di onde 「逆転の潮騒が聞こえる」 - Gyakuten no shiosai ga kikoeru                                        | 26 gennaio 2019   |         |
| 15                            | Un tragico esordio - 1º giorno 「始まりの逆転 1st Trial」 - Hajimari no gyakuten: 1st Trial                     | 2 febbraio 2019   |         |
| 16                            | Un tragico esordio - Ultimo giorno 「始まりの逆転 Last Trial」 - Hajimari no gyakuten: Last Trial               | 9 febbraio 2019   |         |
| 17                            | Confronto finale - 1º giorno 「華麗なる逆転 1st Trial」 - Kareinaru gyakuten: 1st Trial                         | 16 febbraio 2019  |         |
| 18                            | Confronto finale - 2º giorno 「華麗なる逆転 2nd Trial」 - Kareinaru gyakuten: 2nd Trial                         | 23 febbraio 2019  |         |
| 19                            | Confronto finale - 3º giorno 「華麗なる逆転 3rd Trial」 - Kareinaru gyakuten: 3rd Trial                         | 2 marzo 2019      |         |
| 20                            | Confronto finale - 4º giorno 「華麗なる逆転 4th Trial」 - Kareinaru gyakuten: 4th Trial                         | 9 marzo 2019      |         |
| 21                            | Confronto finale - 5º giorno 「華麗なる逆転 5th Trial」 - Kareinaru gyakuten: 5th Trial                         | 16 marzo 2019     |         |
| 22                            | Confronto finale - 6º giorno 「華麗なる逆転 6th Trial」 - Kareinaru gyakuten: 6th Trial                         | 23 marzo 2019     |         |
| 23                            | Confronto finale - Ultimo giorno 「華麗なる逆転 Last Trial」 - Kareinaru gyakuten: Last Trial                   | 30 marzo 2019     |         |